# Handball-Sachsenliga
Die Oberliga Sachsen (OLS) ist die höchste Spielklasse des Sächsischen Handball-Verbandes. Die OLS ist nach der Bundesliga, der 2. Bundesliga, der 3. Liga und der Regionalliga Mitteldeutschland die fünfthöchste Spielklasse im deutschen Handball-Ligasystem.

## Geschichte
Von 1991 bis 2010 hieß die höchste Liga des Handball-Verbandes Sachsen (HVS) Handball-Oberliga Sachsen und gehörte zur vierthöchsten Spielklasse im deutschen Handball. Nach Gründung der 3. Liga zur Saison 2010/11 und der damit verbundenen Auflösung der drittklassigen Regionalligen schlossen sich die Handballverbände Sachsens, Thüringens und Sachsen-Anhalts zusammen, um die viertklassige Handball-Regionalliga Mitteldeutschland zu gründen. Mit Einführung der „Mitteldeutschen Oberliga“ 2010/11 wurde die Oberliga-Sachsen aufgelöst und die Sachsenliga als neue höchste Liga des Landesverbandes (HVS) eingestuft. Ab der Saison 2024/25 wurde die Sachsenliga erneut in Oberliga Sachsen umbenannt.

## Spielbetrieb

### Meisterschaft
Männer und Frauen der OLS spielen eine Hin- und Rückrunde, bei der am Ende der Sächsische Meister ermittelt wird. Der Meister dieser Liga hat das Aufstiegsrecht für die Regionalliga Mitteldeutschland, bei Aufstiegsverzicht kann der Vizemeister nachrücken.

### Pokalwettbewerb
Neben der sächsischen Meisterschaft wird auch der HVS-Landskron-Pokal (HVS-Pokal) auf Landesebene ausgespielt. Der Cupsieger dieses Wettbewerbes ist Sächsischer Pokalsieger und zur Teilnahme an der Qualifikation zum DHB-Amateur-Pokal berechtigt. Die Finalisten des Amateur-Pokals sind für die folgende Saison zur Teilnahme am DHB-Pokal qualifiziert. Bis 2023 konnten sich dreimal HC Glauchau/Meerane, zweimal HC Elbflorenz Dresden II und einmal die HSG Neudorf/Döbeln als Sachsenvertreter für den DHB-Amateurpokal qualifizieren. Der HVS-Pokalsieger bei den Frauen hat das direkte Teilnahmerecht an der Hauptrunde des DHB-Pokals der Frauen.

## Meister und Pokalsieger
| Saison  | Meister Männer           | Vizemeister Männer        | Meister Frauen         | Vizemeister Frauen    | Pokalsieger Männer       | Pokalsieger Frauen          |
| ------- | ------------------------ | ------------------------- | ---------------------- | --------------------- | ------------------------ | --------------------------- |
| 2010/11 | LHV Hoyerswerda          | HC Einheit Plauen         | SG HV Chemnitz 2010    | SC Markranstädt       | ESV Lokomotive Pirna     | HC Sachsen Neustadt-Sebnitz |
| 2011/12 | HSV Glauchau             | Zwickauer HC Grubenlampe  | SV Koweg Görlitz       | SC Markranstädt       | ESV Lokomotive Pirna     | SHV Oschatz                 |
| 2012/13 | HC Einheit Plauen        | SG DHfK Leipzig/Delitzsch | SC Markranstädt        | SC Hoyerswerda (N)    | HSV Glauchau             | SHV Oschatz                 |
| 2013/14 | Zwickauer HC Grubenlampe | SG DHfK Leipzig/Delitzsch | HC Rödertal II         | SC Hoyerswerda        | SV 04 Plauen-Oberlosa    | SV Schneeberg               |
| 2014/15 | SV 04 Plauen-Oberlosa    | LHV Hoyerswerda           | BSV Sachsen Zwickau II | SV Plauen-Oberlosa 04 | TSV 1862 Radeburg        | BSV Sachsen Zwickau II      |
| 2015/16 | NHV Concordia Delitzsch  | LHV Hoyerswerda           | HSG Riesa/Oschatz      | HC Leipzig III        | SG Leipzig/Zwenkau       | Radeberger Sportverein      |
| 2016/17 | HC Elbflorenz Dresden II | HC Einheit Plauen         | Radeberger Sportverein | HSG Riesa/Oschatz     | HC Elbflorenz 2006 II    | Radeberger Sportverein      |
| 2017/18 | Zwickauer HC Grubenlampe | SV Koweg Görlitz          | HSG Neudorf/Döbeln     | HSG Rückmarsdorf      |                          |                             |
| 2018/19 | EHV Aue II               | HC Glauchau/Meerane       | HC Rödertal II         | HC Leipzig II         | SG Cunewalde/Sohland     | HSG Neudorf/Döbeln          |
| 2019/20 | HC Glauchau/Meerane      | SV Koweg Görlitz          | HC Leipzig II          | HSV Marienberg        | nicht ausgespielt        | nicht ausgespielt           |
| 2020/21 | nicht ausgespielt        |                           |                        |                       | ZHC Grubenlampe          | AAC Amazonen                |
| 2021/22 | Zwickauer HC Grubenlampe | HSV Weinböhla             | BSV Sachsen Zwickau II | TuS Leipzig-Mockau    | Zwickauer HC Grubenlampe | MSV Dresden                 |
| 2022/23 | HC Einheit Plauen        | EHV Aue II                | SV Schneeberg          | AAC Amazonen          | HC Einheit Plauen        | Rotation Weißenborn         |
| 2023/24 | EHV Aue II               | LHV Hoyerswerda           | TuS Leipzig-Mockau     | MSV Dresden           |                          |                             |
| 2024/25 | HSG Freiberg             | LHV Hoyerswerda           | MSV Dresden            | Rotation Weißenborn   |                          |                             |